# トサカハゲミツスイ
トサカハゲミツスイ（鶏冠禿蜜吸、学名：Philemon buceroides）は、スズメ目ミツスイ科に属する鳥類の1種である。英名は Helmeted Friarbird であるが、"Sandstone Friarbird" と称されることもある。

## 分布
インドネシアの小スンダ列島、ニューギニアおよびオーストラリア北部に分布する。その自然生息地は、亜熱帯や熱帯の多雨林、乾燥林、湿性低地林、マングローブ林などである。

## 形態
全長約35cm（32.5-37cm）。オーストラリアのミツスイ類のなかで最も大きい。顔は黒い皮膚が裸出し、額にやや隆起した瘤（こぶ）があり、やや下方へと曲がる大きなくちばしも黒い。虹彩は赤褐色。雌雄同色であるが、雌の方が小さい。幼鳥の目は褐色で、額の瘤は小さくて不明瞭であり、上面に淡色の波状の模様がある。
オーストラリアの3亜種のうち、P. b. yorki は、頭上が銀灰色で、房（ふさ）状の羽毛のある後頸が白色みを帯び、P. b. gordoni は小型で、P. b. ammitophila は大型であるが額の瘤は目立たない。

## 生態
通常、留鳥または漂鳥として生息する。単独やつがい、もしくは小群で行動し、木の上で果実や花蜜のほか昆虫なども採食する。8月から翌年3月にかけて繁殖し、葉の茂った高木の水平な枝に深い椀型の巣をつくり、3-4個の卵を産む。卵の大きさは34×23mmで、褐色から暗赤色の斑点のある淡桃色。鳴き声は多様でやかましく、"poor-devil"のほか、"whack-a-where" ("wack-a-where") 、"watch-out"などと聞こえ、"chillanc" ("chilane") 、"chank" といった声も知られる。

## 分類
亜種 P. b. yorki は、オーストラリア北部のヨーク岬半島およびクイーンズランド州北-東部沿岸に生息するが、時に独立種 Philemon yorki （英: Cape York Friarbird）として分類され、P. b. novaeguineae もパプアハゲミツスイ（英: New Guinea Friarbird） Philemon novaeguineaeあるいはまた同様のものとして分類されることがある。

### 亜種
- Philemon buceroides buceroides (Swainson, 1838)

小スンダ列島東部のサヴ島、ロテ島、セマウ島、ティモール島、ウェタル島に分布する。
- Philemon buceroides neglectus (Buttikofer, 1891)

小スンダ列島西部のロンボク島、スンバ島、フローレス島に分布する。
- Philemon buceroides gordoni (Mathews, 1912) - 英: "Melville Island Friarbird"[7]

オーストラリア北部のノーザンテリトリーのうち、メルヴィル島およびアーネムランド沿岸に分布し、マングローブ林に生息する。
- Philemon buceroides ammitophila (Schodde, I. J. Mason & McKean, 1979) - 英: "Sandstone Friarbird"[7]

ノーザンテリトリーのアーネムランド内陸部に分布し、砂岩地域に生息する。
- Philemon buceroides yorki (Mathews, 1912) - 英: Cape York Friarbird

クイーンズランド州北東部、トレス海峡諸島南部から Connors Range にかけて分布し、森林や疎林に生息する。
- Philemon buceroides novaeguineae (S. Muller, 1843) - P. novaeguineae パプアハゲミツスイ、英: New Guinea Friarbird[12]
ニューギニアに分布する[5]。
  - Philemon buceroides jobiensis (A. B. Meyer, 1874) - P. novaeguineae jobiensis[13]
  - Philemon buceroides aruensis (A. B. Meyer, 1884) - P. novaeguineae aruensis[14]
  - Philemon buceroides subtuberosus (Hartert, 1896) - P. novaeguineae subtuberosus[15]
  - Philemon buceroides tagulanus (Rothschild & Hartert, 1918) - P. novaeguineae tagulanus[16]
  - Philemon buceroides brevipennis (Rothschild & Hartert, 1913) - P. novaeguineae brevipennis[17]
  - Philemon buceroides trivialis (Salomonsen, 1966) - P. novaeguineae trivialis[18]